# Andreas Oswald den yngre
Andreas Oswald (även: Johann Andreas Uswalt eller Ußwaldt), döpt 9 december 1634 i Weimar, död 1665 i Eisenach. Han var en tysk organist och kompositör från barockperioden. 

## Biografi
Andreas Oswald föddes i Weimar och var son till Andreas Oswald den äldre, som var organist vid hovet där. 1643 flyttade han troligtvis till  Eisenach där hans far hade fått anställning som stadsorganist. Vid 15 års ålder anställdes Andreas den yngre som hovorganist i Weimar, den position som hans far en gång hade haft. Således var han en av Johann Sebastian Bachs föregångare. Efter att hovorkestern upplöstes 1662, tvingades han söka arbete någon annanstans. Oswald fick befattningen som stadsorganist i Eisenach. Han efterträdde sin far som nyligen hade dött. Även om han var anställd som organist, fick han ett rykte i Eisenach som virtuos på fiolen och andra instrument. Han stannade kvar i Eisenach till sin död 1665, 30 år. Han efterträddes av Johann Christoph Bach, farbror till Johann Sebastian Bach.
Tack vare Jakob Ludwig bevarades alla Oswalds verk utom ett. 1662 sammanställde Partiturbuch Ludwig, ett manuskript med 100 instrumentalverk som en födelsedagspresent till sin arbetsgivare hertig August II av Braunschweig-Wolfenbüttel. Med sjutton stycken som finns i manuskriptet är Oswald den mest representerade kompositören i samlingen.
Hans Aria Variata ingår i Partiturbuch Ludwig. Den är baserad på en sångliknande melodi och kan räknas som en av de mer betydelsefulla tyska trio sonaterna från denna perioden.

## Verk
- Sonater för 3 fioler och geberalbas, manuskript i Düben-samlingen på Uppsala universitetsbibliotek.[6]

Verk i Partiturbuch Ludwig, med nummer som de visas i samlingen:
- Sonat i e-moll för fiol och generalbas (nr 4)
- Sonat i d-dur för fiol och generalbas (nr 6)
- Aria Variata i a-dur för fiol (i scordatura), viola da gamba och generalbas (nr. 45)
- Sonat i g-dur för fiol, viola da gamba och generalbas (nr. 48)
- Sonat i a-moll för 2 fioler och generalbas (nr. 49)
- Sonat i a-moll för fiol, viola da gamba eller trombon och generalbas (nr. 52)
- Aria Variata i d-moll för 2 fioler och generalbas (Nr. 54)[9]
- Sonat i D-dur för violin, altfiol, viola da gamba och generalbas (nr. 60)
- Sonat i a-dur för fiol, trombon, fagott och generalbas (nr. 62)
- Sonat i g-dur för 2 fioler, viola da gamba och generalbas (nr. 68)
- Sonat i f-dur för fiol, viola da gamba, trombon och generalbas (nr. 70)
- Sonat i c-dur för fiol, trombon, fagott och generalbas (nr. 71)
- Sonat i d-dur för fiol, 2 violer, fagott och generalbas (nr. 81)
- Sonat i d-dur för fiol, trombon, fagott och generalbas (nr. 109)
- Sonat i d-dur för fiol, trombon, fagott och generalbas (No. 111)
- Sonat i d-dur för 2 fioler, viola da gamba och generalbas (No. 112)
- Sonat i e-moll för fiol, trombon, viola da gamba och generalbas (nr. 113)